# Powell (Wyoming)
Powell város az USA Wyoming államában, Park megyében. Lakosainak száma 6419 fő (2020. április 1.).

## Népesség
A település népességének változása:

| 2010 | 6 314 |
| 2020 | 6 419 |